# Geek sleep sheep
geek sleep sheep（ギーク・スリープ・シープ）は、日本の3人組ロックバンド。
2012年にL'Arc〜en〜Cielのドラマーであるyukihiroの声掛けにより結成されたバンドで、MO'SOME TONEBENDERのボーカリスト・ギタリストである百々和宏と、凛として時雨のボーカリスト・ベーシストである345の2名が参加している。同年8月に開催されたyukihiroのソロプロジェクト、acid androidが主催するオールナイトイベント「acid android in an alcove vol.5」にシークレットゲストとして出演し初ステージを行う。そしてイベント出演から約1ヶ月後に、バンド名を公表し本格的な活動を開始した。
このバンドでは、1990年代のシューゲイザー、グランジ、オルタナティヴ・ロックを彷彿とさせる音源が制作されているが、本人らに特定のジャンルに従属する意識はなく、メンバーそれぞれの個性を生かした独自のサウンドづくりを追求している。そして現在まで、各メンバーが在籍する別バンドでの音楽活動と並行しながら、不定期で活動が続けられている。なお、geek sleep sheepは現在までに、アルバム2作品、EP盤1作品、シングル1作品を発表している。
レコード会社は、ビクターエンタテインメント内のレーベル、SPEEDSTAR RECORDS。なお、過去にはEMI Records Japan（ユニバーサルミュージック内レーベル）から作品を発表していた。

## 概要

### 結成の経緯
yukihiro（L'Arc〜en〜Ciel）は2001年からソロプロジェクト、acid androidを開始し、基本的にボーカルを担当していたが、徐々に「ドラムがやりたい」「自分の活動の中でもうひとつバンドをやってみたい」という思いが募っていったという。なお、yukihiroはL'Arc〜en〜Cielでドラマーを担当しているが、2012年5月に行われるライヴツアーを完遂した後にL'Arc〜en〜Cielとしての活動予定がなかったこともあり、自分がドラマーで参加できる新たなバンドを結成する方向で動くことを決断している。
そして、2012年5月12日・13日にL'Arc〜en〜Cielとして行ったライヴツアー「20th L'Anniversary WORLD TOUR 2012 THE FINAL」の日産スタジアム公演の後、yukihiroは同所の楽屋で百々和宏（MO'SOME TONEBENDER）と345（凛として時雨）に「カバー曲を持ち寄ってスタジオ入りませんか？」という提案をする。このオファーを快諾した2人とyukihiroは、スタジオに集まり、ザ・キュアーやジョイ・ディヴィジョン、スマッシング・パンプキンズ、マンサンなどの楽曲をセッションしたという。百々は結成後に受けたインタビューの中で、yukihiroからのオファーとセッションを振り返り「（ラルクのライヴの楽屋で）"喜んで。セッションしましょう"みたいな話をして帰った記憶があります。でも、誘っていただいてるわけだから、何かしらの思惑があるんだろうなっていうのはわかるじゃないですか。だから、スタジオ入りましょう！とは言いながら、すでに緊張感出てましたけどね。"何だろう？試される感じなのかな"って（笑）」「そのセッションでひとつポイントがあって。僕個人としては90年代初頭のグランジがハマったんです。あの頃のサウンドは3人でやるのに非常にカタチにしやすいなと。すごい緊張感のあるスタジオの中で、スマッシング・パンプキンズのカバーが、やたら楽しかったんです」と述懐している。
上記のセッションのから約1〜2ヶ月経った2012年8月16日に、CLUB CITTA'で開催されたacid android主催のオールナイトDJ&ライヴイベント「acid android in an alcove vol.5」に出演し、表立った活動を開始する。なお、この公演ではセッションの後に制作された楽曲3曲の他、マイ・ブラッディ・ヴァレンタインの楽曲「ホエン・ユー・スリープ」のカバーが披露されており、計4曲を演奏している。
ちなみに百々和宏は、2010年にyukihiroがacid androidとして「swallowtail」（アルバム『13:day:dream』収録曲）を制作するにあたり、「シューゲイザーとかオルタナを理解しつつ、ギターを考えて弾いてもらえるギタリストがいないかな」と探していたことから、レコーディングにギタリストとして招聘されていた過去があり、yukihiroと音楽活動の場で交流があった。また、345は、yukihiroが所属するマネジメント、MAVERICKの系列事務所であるMOVING ONに凛として時雨のメンバーとともに在籍しており、yukihiroと面識があったという。

### バンド名の由来
バンド名は、geek sleep sheepの発起人であるyukihiroが名付けており、オールナイトDJ&ライヴイベント「acid android in an alcove vol.5」にシークレット出演した後に決定している。yukihiro曰く、初ライヴがオールナイトイベントであったことを踏まえ、バンド名を考えたという。yukihiroはバンド名を決めた経緯について「オールナイトのシークレットライヴから始まったバンドだし、衣装がパジャマだったというのもあって、夜から連想する“sleep”と“sheep”はすぐ出てきたんですよ。で、もうひとつ何か加えたいなと思ったときに“geek”が出てきました」と語っている。なお、"geek"という言葉は、"風変わりな人"や"コンピュータやインターネットに関する知識を持つ人々"と言った意味の他に、"あるひとつの物事に対して熟練的な技能・才能を持っている"という意味が含まれているが、yukihiro曰く、言葉の意味を強く意識したわけではなく、「響きの良さとか、eが並んだスペルの面白さを取った」という。
ひとつの側面で語り尽くせない音楽性であったり、いろいろな景色が想像できるバンド名であることから、百々和宏はこのバンド名をyukihiroから聞いたときを振り返り「バンド名をyukihiroさんから聞いて、"きた！きた！"って感触がすごくあった」と語っている。また、345は「このバンドにピッタリだと思いましたね」と述べている。ちなみにgeek sleep sheepは、2013年10月16日にバンド名（"sheep"＝"ヒツジ"）をタイトルに据えた1stシングル「hitsuji」を初作品としてリリースしているが、作詞・作曲を担当した百々は、表題曲のタイトルについて「バンド名にちなんだものをつけたかった」と述べている。

### 音楽性・楽曲制作
geek sleep sheepでは、1980年代のUKの音楽であったり、1990年代のシューゲイザー、グランジ、オルタナティヴ・ロックなどを下敷きにしつつ、メンバーそれぞれの個性を生かした独自のサウンドを鳴らしている点が特徴となっている。百々和宏はバンドの音楽性について「完全に決めつけたくないっていうのもあると思いますけどね。スタイルだけじゃなくてやっぱり3人の人間性みたいなものがすごく出ているバンドだと思うので、ジャンルで言っちゃうとちょっと違和感がありますね」と述べている。また、yukihiroは「聴いた人にはどう感じてもらってもいいんですけど、僕らから"こういう音楽やってるんです"っていうのを言葉で言うのは難しい」と語っている。
なお、geek sleep sheepでは基本的に百々がソングライティングを務めているが、アルバム収録曲のうち1〜2曲はyukihiroと345が作詞や作曲を行っており、ボーカルに関しては楽曲やパートによって、百々もしくは345が担当している。ちなみにgeek sleep sheepのレコーディングでは、3人でスタジオに入り、セッションを重ねながら曲作りを行うことが基本になっている。こういった制作スタイルも影響してか、レコーディングでは基本的にギター、ベース、ドラムというロックバンドの基本的なフォーマットのサウンドのみで構成された楽曲を制作することが多いが、楽曲によってはyukihiroが所有するアナログ・シンセサイザーの音が使われている。
yukihiro曰く、当初は上記のジャンルに傾倒した楽曲を制作していくイメージもあったが、「やれることは何でもやってみよう」という思いをメンバーに伝え、1stシングル「hitsuji」と1stアルバム『nightporter』の制作に取り組んだという。yukihiroは1stシングル「hitsuji」に関するインタビューの中で、音楽性のイメージについて「最初は、メインになる曲はハードなものになるかな、と思ってたんですけど、意外とメランコリックな曲が多く出てきたんですよ。そこら辺のバランスがちょっと変わったかもしれないです」と述べている。また、百々は同インタビューにおいて「最初おぼろげにあったテーマは＜シューゲイズ＞ってワードや、80年代から90年代中盤ぐらいのギターサウンド、だったけど、曲作ってるうちに、345ちゃんの声がいいなってことに気づいて。それに引っ張られた部分は大きいんじゃないかな」と語っている。さらに百々曰く、アルバム『nightporter』の制作では「3人で話してる時の雰囲気が曲作りにも影響した」といい、結果的にノイジーなギターサウンドが鳴る楽曲だけでなく、ドリーミングな雰囲気のある楽曲もアルバムに収録されることになった。
こうしてバンドのかたちができ、2ndアルバム『candy』の制作に取り掛かるにあたり、バンドの当初のコンセプトだった「シューゲイザー、グランジ、オルタナ」を意識した楽曲を集める方向に舵を切っている。百々は2015年に受けたインタビューの中で「シューゲイザーは意識したものの、懐古主義にはならずに"この三人だからできるサウンドを作りたいね"って話はしました」「いまならできるなって。最初の頃は、まだそこまで吹っ切れてなくて、"グランジって言っちゃうのもなあ"って思ってたんですけど（笑）」「"スマッシング・パンプキンズでいいんじゃないですか？"とか言いながら曲作りしてたんですが、そうやって進めても、最終的にはちゃんとこの三人のカラーが出ると思ったんです」と述べている。また、yukihiro曰く、1人世代の違う345がメンバーにいることがバンドの個性として作用しているといい、「345ちゃんが、その時代のど真ん中の感覚を持っていないのが、このバンドにとってはいいなと思ってます」と語っている。
百々は、geek sleep sheepというバンドの特徴について「多分それぞれの音楽活動歴が長いんで、大事な部分みたいなものはもうわかったうえでこの3人で集まってる。それを言葉にすると「楽しむ」っていうことなのかもしれないけどね。バンドを演るうえで大事な部分だけは外さないようにっていうのは、意識してなくてもgeek sleep sheepで集まる時は、自然とできている気がしますけどね。yukihiroさんと345ちゃんと話してると、やっぱりそれを感じることもある」と述べている。また、345は「自分の中にある、自分では気づかなかったところを高めてくれる場所」と表現している。なお、yukihiroは2015年に受けたインタビューにおいて、geek sleep sheepについて「…バンドっていいなと思います」と述べている。

### ライヴ
| geek sleep sheepがライヴでカバーしたことのある楽曲（一部） |
| --- |
| 1. マイ・ブラッディ・ヴァレンタイン / When you sleep 2. ニルヴァーナ / Smells Like Teen Spirit 3. ストロベリー・スウィッチブレイド / Since Yesterday 4. デイジー・チェインソー / Love Your Money 5. ワム! / Last Christmas 6. スマッシング・パンプキンズ / Zero 7. ニルヴァーナ / Lithium 8. ザ・キュアー / Just Like Heaven 9. ピクシーズ / Gigantic 10. ヴァセリンズ / Molly's Lips 11. レディオヘッド / Pop Is Dead 12. ザ・ラーズ / There She Goes 13. ラヴ・アンド・ロケッツ / Motorcycle 14. エコー&ザ・バニーメン / The Cutter 15. マンサン / Wide Open Space 16. カーヴ / Horror Head |

geek sleep sheepでは制作した音源にギター、ベース、ドラム以外の音をあまり使っていないこともあり、基本的にはメンバー3人が生で出す音のみでライヴを行っている。yukihiroは2013年に受けたインタビューの中で、シーケンサーを極力使わない音源制作・ライヴ制作を行うことについて「シーケンサーって、すごい自由度もあるけど、制約される部分も大きいんですよ。そうやって制約されることによって生まれる音楽の良さがあるんだけど、そういうものがない音楽っていうのはやっぱりその良さがあって」と述べている。ちなみにyukihiroは、L'Arc〜en〜Cielでドラムを演奏する際にツーバス多点セットを用いているが、geek sleep sheepではZI:KILLとして活動していたとき以来、久々にワンバスのセットでドラムを演奏している。yukihiroはワンバス、ワンタム、ツーフロアのシンプルなセットに変えた経緯について「geek sleep sheepは3ピースなんで、セッティングも身軽になろうかなと思ったんです」と述べている。
また、geek sleep sheepはライヴにおいて、海外アーティストの楽曲を頻繁にカバーしており、特にバンド名義で発表した音源が少なかった頃は、セットリストに組みこまれた楽曲のうち2〜4曲がカバー演奏であった。ちなみに、2015年5月29日からヒトリエ、People In The Box、ストレイテナーを招き開催した対バン形式のライヴツアー「tour geeks 2015」では、一つのテーマに沿ったカバーコーナーを設けている。なお、このツアーの名古屋公演では＜POST ROCK＞、大阪公演では＜80's UK＞、東京公演では＜90's UK＞をキーワードとしたカバーの披露が行われていた。
余談だが、geek sleep sheepのライヴでは、オープニングSEとしてその公演に合わせた楽曲が流されることが多い。なお、バンド初のワンマンライヴではニーナ・シモンの「フィーリング・グッド」、1stアルバム『nightporter』を引っ提げて開催したツアーではジャパンの「ナイトポーター」、2ndアルバム『candy』を公演名に付けたライヴではヴェルヴェット・アンダーグラウンドの「キャンディ・セッズ」がSEとして使われている。

## メンバー
| 名前                                                                    | パート        |
| ----------------------------------------------------------------------- | ------------- |
| kazuhiro momo （MO'SOME TONEBENDER）                                    | Vocal, Guitar |
| 345 （凛として時雨、ti-ti.uu）                                          | Vocal, Bass   |
| yukihiro （L'Arc〜en〜Ciel、acid android、ex.DIE IN CRIES、ex.ZI:KILL） | Drums         |

## 来歴

### 2012年 - 2014年：『nightporter』
geek sleep sheepはオールナイトDJ&ライヴイベント「acid android in an alcove vol.5」での初ライヴを終えた後、2012年11月から12月にかけて、CLUB QUATTROとタワーレコードが企画するライヴイベント「QUATTRO MIRAGE VOL.5」や、ライヴイベント「DECEMBER'S CHILDREN」に出演する。これらのイベントではgeek sleep sheepとして制作した未発表音源の他、海外アーティストの楽曲のカバーが披露されている。そして翌2013年3月26日には、渋谷CLUB QUATTROで初の単独ライヴ「confusion bedroom」を開催。このライヴにおいても洋楽のカバーを披露しており、この日はニルヴァーナの楽曲「スメルズ・ライク・ティーン・スピリット」、ストロベリー・スウィッチブレイドの楽曲「ふたりのイエスタディ」、マイ・ブラッディ・ヴァレンタインの楽曲「ホエン・ユー・スリープ」を披露している。そして同年7月27日には、野外ロック・フェスティバル「JOIN ALIVE 2013」に出演する。
2013年7月30日に、ユニバーサルミュージック内のレーベルであるEMI Records Japanからメジャーデビューすることを発表し、同年10月16日にバンドとして初作品となる1stシングル「hitsuji」をリリースする。その約2ヶ月後となる同年12月11日には、1stアルバム『nightporter』を発表。アルバム発売日には、渋谷PLUGでオーガナイズDJイベント「geek sleep sheep × FREE THROW Presents「moonlight parade」」を開催する。このイベントにgeek sleep sheepは出演していないが、弦先誠人、神啓人、タイラダイスケの3人からなるDJチーム、FREE THROWが参加している。なお、このイベントでは、geek sleep sheep結成時のコンセプトでもある1980年代・90年代のシューゲイザーやグランジといったオルタナティヴ・サウンドから最先端サウンドまで、洋邦問わず様々な楽曲がフロアで流されている。
2013年12月24日には、アルバムを引っ提げて単発ライヴ「confusion bedroom vol.2」を開催。その後はライヴイベント「FM802 ROCK FESTIVAL RADIO CRAZY」の出演を挟み、翌2014年1月23日からgeek sleep sheepとして初のライヴツアー「tour confusion bedroom」を東名阪で開催する。同年1月16日には前年に行ったDJイベントの続編として、オーガナイズDJイベント「geek sleep sheep × FREE THROW Presents「moonlight parade "doorway to a dream"」」を開催している。このイベントには前回出演したFREE THROWの他、岡本信明（the telephones）が参加している。

### 2014年 - 2016年：『feedback』『candy』
2014年1月の東名阪でのライヴツアーを終えた後、geek sleep sheepは各メンバーが在籍するバンドの活動と並行しながら、再び音源制作を進めるようになる。ライヴは2014年8月にMUCC主催の公演に出演した後、同年10月3日に約8ヶ月ぶりの単独公演として「confusion bedroom vol.3」を開催。この公演では、アルバム『nightporter』の収録曲や海外アーティストの楽曲のカバーの他、次作に収録する予定で制作された楽曲が多く披露されている。
なお、2014年には自主企画ライヴイベント「geeks」を2度にわたり開催している。2014年5月9日には、2ピースロックバンド、Klan AileenとFREE THROWをゲストに招いた「geeks vol.1」を渋谷CLUB QUATTROで実施。それから約2ヶ月後の同年7月19日には、ハルカトミユキとナカコーを招き、LIQUIDROOMで「geeks vol.2」を開催している。ちなみにこの公演では、ハルカトミユキとストロベリー・スウィッチブレイドの楽曲「ふたりのイエスタディ」を、ナカコーとザ・ラーズの楽曲「ゼア・シー・ゴーズ」をセッションしている。
翌2015年4月15日には、レコード販売店グループのHMVが展開するアナログレコード・中古CD専門店、HMV Record ShopからEP盤『feedback』を7inchアナログレコード規格、500枚限定生産でリリース。同年5月20日には、2ndアルバム『candy』をビクターエンタテインメント内のレーベル、SPEEDSTAR RECORDSから発表している。アルバムを発売してすぐ後、同年5月29日から対バン形式のライヴツアー「tour geeks 2015」を東名阪で開催する。このツアーでは、各会場でヒトリエ、People In The Box、ストレイテナーのそれぞれとツーマンライヴを行っている。なお、このツアーでは各公演で、一つのテーマに沿ったカバーコーナーが設けられており、名古屋公演（w/ヒトリエ)では＜POST ROCK＞、大阪公演（w/People In The Box)　では＜80's UK＞、東京公演（w/ストレイテナー）では＜90's UK＞をキーワードとしたカバーの披露が行われている。
そして2015年8月22日に、アルバムタイトルを冠した単発ライヴ「confusion bedroom vol.4 with candy」をCLUB CITTA'にて行う。この公演では、アルバム『candy』に収録された全楽曲を含む19曲が演奏されており、新曲も初披露されている。また、翌2016年4月30日に開催した単発ライヴ「confusion bedroom vol.5」では、アルバム『nightporter』『candy』に収録された楽曲に加え、未発表音源2曲を披露。さらに2016年9月には、約1年3ヶ月ぶりとなるライヴツアー「tour confusion bedroom 2016」を開催している。

### 2017年 - 現在
2017年12月3日に開催されたライヴイベント「DECEMBER'S CHILDREN」にgeek sleep sheepとして出演し、約1年3ヶ月ぶりのライヴを実施。2018年4月2日には、サブスクリプションサービス（定額制音楽配信）でのストリーミング配信を開始する。しかし、前記のイベントへの出演以降は、geek sleep sheepとしての表立った活動が行われなくなっていった。
イベント出演から約6年後の2023年11月24日に、SPACE ODDで行われたDJ&ライヴイベント「slice of alcove」に登場し、久々のライヴを行う。なお、このライヴは、上田剛士（AA=、ex.THE MAD CAPSULE MARKETS）が音楽雑誌『ベース・マガジン』で345と対談した際に、「geek sleep sheepを観たい」と言っていたことがきっかけで行われたという。yukihiroはイベント出演後に受けたインタビューの中で、今後のバンド活動について「geek sleep sheepは続けていきたかったバンドではあるんですけど、ひと休みが必要になっちゃっただけなので、今後のことはまだ2人にちゃんと相談していないですけど、続けていきたいなと思ってます」と語っている。そして2024年11月から、約8年2ヶ月ぶりのワンマンライヴツアー「tour confusion bedroom 2024」を開催する。

## 出演ライヴイベント

### 出演フェス・イベント
| 年     | タイトル                                                            | 会場                                                                   |
| ------ | ------------------------------------------------------------------- | ---------------------------------------------------------------------- |
| 2012年 | acid android『acid android in an alcove vol.5』                     | 8月16日 CLUB CITTA' (バンド名を明かさないままシークレットゲストで出演) |
| 2012年 | QUATTRO MIRAGE VOL.5                                                | 11月5日 梅田CLUB QUATTRO                                               |
| 2012年 | DECEMBER'S CHILDREN                                                 | 12月27日 日本武道館                                                    |
| 2013年 | JOIN ALIVE 2013                                                     | 7月27日 いわみざわ公園                                                 |
| 2013年 | FM802 ROCK FESTIVAL RADIO CRAZY                                     | 12月28日 インテックス大阪                                              |
| 2014年 | MUCC『SIX NINE WARS-ぼくらの七ヶ月間戦争- Episode6.「ARMAGEDDON」』 | 8月28日 LIQUIDROOM                                                     |
| 2017年 | DECEMBER'S CHILDREN                                                 | 12月3日 赤坂BLITZ                                                      |
| 2023年 | slice of alcove                                                     | 11月24日 SPACE ODD                                                     |

## ミュージック・ビデオ
| 監督        | 曲名                                                                               |
| ----------- | ---------------------------------------------------------------------------------- |
| 加藤マニ    | 「feedback」「feedback (YouTube ver.)」                                            |
| 小嶋貴之    | 「hitsuji」「hitsuji (3min ver.)」「Weekend Parade」「Weekend Parade (3min ver.)」 |
| 山口貴史    | 「SANPO LIVE Ver.(3min)」                                                          |
| YOSHIROTTEN | 「kaleidoscope」                                                                   |

## ラジオ出演
※レギュラー、パーソナリティ出演のみ記載
- インターネットラジオ『geek sleep sheepの真夜中にお腹が空いたら』 （2014年9月16日 - 2015年8月7日、全10回）